# 老春 (松本清張)
『老春』（ろうしゅん）は、松本清張の短編小説。『新潮』1961年11月号に掲載され、1963年4月に『松本清張短篇総集』収録の1作として、講談社より刊行された。
1990年にテレビドラマ化されている。

## あらすじ
太田重吉は裏の離れに住んでいた。重吉は若い時には幾人もの女を外に作っていたが、78歳の今は、自堕落に一日中万年床の中でごろごろしており、雑貨商を営む息子夫婦の栄造・比佐子からも孤立しがちになっていた。22歳の好子が女中として来て以来、重吉の様子に変化が起こった。重吉はひどく好子を頼りにするようになり、自分の過去を棚に上げ、好子に訓戒を垂れたりした。しかし、好子が近所のアパートに住む工員の男と仲良くなると、重吉は大きな声でその工員を罵り始めた。やがて好子が工員と同棲して暇をとると、重吉は嫉妬からアパートに押しかけ、あらゆる言葉を使って好子と工員の男を罵倒しわめくのだった。
次に、春子という新しい女中が来た。春子は不器量で、栄造夫婦も好子の時のようにはなるまいと思っていた。が、春子が好子と親しくなっていたのを発見した重吉は、血相を変えて再び大騒ぎを始めた。春子を自分の女と思い込んでいる重吉は、悪い男のもとに行かないよう春子に居丈高に命令するのだった。ある時、栄造の取引先の客が家に泊まることになった。すると重吉は、春子がその客とくっついていないか、夜中に懐中電灯を照らして覗きまわった。その客は退散した。春子は荷物をまとめて出て行った。たまりかねた栄造が重吉に、そんな年をして若い女にヤキモチをやくのはみっともない、と言うと、重吉は火の点いたように怒り出した。翌日重吉は、置き手紙を残し、栄造夫婦の前から姿を消す。

## エピソード
- 著者は本作について「老人の性欲といったものを描いた。この種のものは、あとも書く気持があった」と記している[1]。

## テレビドラマ
「松本清張の老春」。1990年9月27日、読売テレビ制作・日本テレビ系列の「木曜ゴールデンドラマ」枠（21:03～22:52）にて放映。サブタイトル「女に惚れてなぜ悪い！？老いゆく父の奇行におびえる家族」。
キャスト
- 太田重吉：花沢徳衛
- 太田栄造：井上順
- 太田比佐子：浅利香津代
- 好子：七瀬なつみ
- 春子：岡本麗
- 野村昭子
- 安孫子里香
- 西尾徳
- 綾田俊樹
- 依田英助
- 川上たけし
- 早川勝也
- 里木佐甫良
- 小園蓉子
- 小金沢篤子
- 本庄和子
- 藤浪晴康、関根孝彦、太田行雄、中川彰、大石きよみ、川名美也子、芳野亜梨沙、高橋基樹 ほか

スタッフ
- 脚本：大薮郁子
- 演出：鷹森立一
- 音楽：山本純ノ介
- 技術協力：ビデオフォーカス
- プロデューサー：階堂昌和（読売テレビ）、田中浩三（松竹）、林悦子（霧企画）
- 制作協力：松竹映像
- 制作：松竹、霧企画

| 読売テレビ制作・日本テレビ系列 木曜ゴールデンドラマ | 読売テレビ制作・日本テレビ系列 木曜ゴールデンドラマ | 読売テレビ制作・日本テレビ系列 木曜ゴールデンドラマ |
| 前番組                                              | 番組名                                              | 次番組                                              |
| --------------------------------------------------- | --------------------------------------------------- | --------------------------------------------------- |
| 娘からの宿題 （1990.9.20）                          | 松本清張の老春 （1990.9.27）                        | 姑・嫁VS.嫁・姑 犬猿おんなの仲 （1990.10.4）        |